# Dubuque
Dubuque è il capoluogo della contea di Dubuque, Iowa, Stati Uniti, situato lungo il fiume Mississippi. Nel 2013, la sua popolazione era di 58 253 abitanti, il che la rende la decima città più grande dello stato.
Questa città si trova all'incrocio tra l'Iowa, l'Illinois e il Wisconsin, una regione localmente conosciuta come Tri-State Area. Serve come principale centro commerciale, industriale, educativo e culturale dell'area. Geograficamente, fa parte della Driftless Area, una porzione del Nord America che sfuggì a tutte e tre le fasi della Glaciazione del Wisconsin.
È una delle poche città dell'Iowa con le colline ed è una destinazione turistica caratterizzata da un'architettura unica e da una posizione fluviale. È sede di cinque istituti di istruzione superiore, che ne fanno un centro per la cultura e l'apprendimento.
Dubuque è stata a lungo un centro di produzione, ma l'economia è cresciuta rapidamente e diversificata in altre aree nei primi anni del XXI secolo. Nel 2005, la città ha guidato lo stato e il Midwest in crescita occupazionale, classificandosi come la 22ª economia in più rapida crescita negli Stati Uniti. Accanto all'industria, la città dispone di grandi settori in sanità, istruzione, turismo, editoria e servizi finanziari.

## Geografia fisica
Secondo lo United States Census Bureau, ha un'area totale di 31,22 mi² (80,86 km²).

## Società

### Evoluzione demografica
Secondo il censimento del 2010, la popolazione era di 57 637 abitanti.

### Etnie e minoranze straniere
Secondo il censimento del 2010, la composizione etnica della città era formata dal 91,7% di bianchi, il 4,0% di afroamericani, lo 0,3% di nativi americani, l'1,1% di asiatici, lo 0,5% di oceaniani, lo 0,6% di altre razze, e l'1,8% di due o più etnie. Ispanici o latinos di qualunque razza erano il 2,4% della popolazione.